# Interlands Hongaars voetbalelftal 1980-1989
Deze pagina toont een chronologisch en gedetailleerd overzicht van de interlands die het Hongaars voetbalelftal heeft gespeeld in de periode 1980 – 1989.

## Interlands

### 1980
|                                                                   |                                       |       |                   |                                                                                  |
| 26 maart Vriendschappelijk № 544 «onderlinge duels» 17:15 (UTC+1) | Hongarije                             | 2 – 1 | Polen             | Népstadion, Boedapest Toeschouwers: 15.000 Scheidsrechter: Francisc Coloşi (ROU) |
| 26 maart Vriendschappelijk № 544 «onderlinge duels» 17:15 (UTC+1) | László Fazekas 3' András Törőcsik 22' |       | 24' Grzegorz Lato | Népstadion, Boedapest Toeschouwers: 15.000 Scheidsrechter: Francisc Coloşi (ROU) |

|                                                                       |                   |       |           |                                                                                     |
| 30 april Vriendschappelijk № 545 «onderlinge duels» 16:30 uur (UTC+2) | Tsjecho-Slowakije | 1 – 0 | Hongarije | Všešportový areál, Košice Toeschouwers: 30.000 Scheidsrechter: Jerzy Kacprzak (POL) |
| 30 april Vriendschappelijk № 545 «onderlinge duels» 16:30 uur (UTC+2) | Zdeněk Nehoda 73' |       |           | Všešportový areál, Košice Toeschouwers: 30.000 Scheidsrechter: Jerzy Kacprzak (POL) |

|                                                                     |                                                          |       |                     |                                                                               |
| 31 mei Vriendschappelijk № 546 «onderlinge duels» 20:00 uur (UTC+2) | Hongarije                                                | 3 – 1 | Schotland           | Népstadion, Boedapest Toeschouwers: 6.600 Scheidsrechter: Jakob Baumann (SUI) |
| 31 mei Vriendschappelijk № 546 «onderlinge duels» 20:00 uur (UTC+2) | András Törőcsik 6' András Törőcsik 69' Zoltán Kereki 76' |       | 75' Steve Archibald | Népstadion, Boedapest Toeschouwers: 6.600 Scheidsrechter: Jakob Baumann (SUI) |

|                                                                     |                 |       |               |                                                                                   |
| 4 juni Vriendschappelijk № 547 «onderlinge duels» 18:00 uur (UTC+2) | Oostenrijk      | 1 – 1 | Hongarije     | Népstadion, Boedapest Toeschouwers: 20.000 Scheidsrechter: Ricardo Lattanzi (ITA) |
| 4 juni Vriendschappelijk № 547 «onderlinge duels» 18:00 uur (UTC+2) | László Kiss 12' |       | 75' Kurt Jara | Népstadion, Boedapest Toeschouwers: 20.000 Scheidsrechter: Ricardo Lattanzi (ITA) |

|                                                                          |                                           |       |        |                                                                                 |
| 20 augustus Vriendschappelijk № 548 «onderlinge duels» 18:45 uur (UTC+2) | Hongarije                                 | 2 – 0 | Zweden | Népstadion, Boedapest Toeschouwers: 18.000 Scheidsrechter: Erich Linemayr (AUT) |
| 20 augustus Vriendschappelijk № 548 «onderlinge duels» 18:45 uur (UTC+2) | Per-Olof Bild 73' (e.d.) Győző Burcsa 80' |       |        | Népstadion, Boedapest Toeschouwers: 18.000 Scheidsrechter: Erich Linemayr (AUT) |

|                                                                          |                   |       |                                                                                  |                                                                                 |
| 27 augustus Vriendschappelijk № 549 «onderlinge duels» 20:00 uur (UTC+2) | Hongarije         | 1 – 4 | Sovjet-Unie                                                                      | Népstadion, Boedapest Toeschouwers: 12.000 Scheidsrechter: Milorad Vlajić (YUG) |
| 27 augustus Vriendschappelijk № 549 «onderlinge duels» 20:00 uur (UTC+2) | József Pásztor 2' |       | 33' Oleh Blochin 43' Tengiz Soelakvelidze 81' Leonid Boerjak 85' Sergej Rodionov | Népstadion, Boedapest Toeschouwers: 12.000 Scheidsrechter: Milorad Vlajić (YUG) |

|                                                                           |                                  |       |                                        |                                                                              |
| 24 september Vriendschappelijk № 550 «onderlinge duels» 19:00 uur (UTC+2) | Hongarije                        | 2 – 2 | Spanje                                 | Népstadion, Boedapest Toeschouwers: 15.000 Scheidsrechter: Jozef Marko (TCH) |
| 24 september Vriendschappelijk № 550 «onderlinge duels» 19:00 uur (UTC+2) | László Kiss 10' Béla Bodonyi 47' |       | 3' Juanito 68' Jesús María Satrústegui | Népstadion, Boedapest Toeschouwers: 15.000 Scheidsrechter: Jozef Marko (TCH) |

|                                                                        |                                                                |       |                  |                                                                             |
| 8 oktober Vriendschappelijk № 551 «onderlinge duels» 19:00 uur (UTC+1) | Oostenrijk                                                     | 3 – 1 | Hongarije        | Praterstadion, Wenen Toeschouwers: 7.500 Scheidsrechter: Ulf Eriksson (SWE) |
| 8 oktober Vriendschappelijk № 551 «onderlinge duels» 19:00 uur (UTC+1) | Kurt Welzl 20' Christian Keglevits 30' Christian Keglevits 85' |       | 80' Béla Bodonyi | Praterstadion, Wenen Toeschouwers: 7.500 Scheidsrechter: Ulf Eriksson (SWE) |

|                                                                      |                                       |       |           |                                                                                    |
| 19 november Vriendschappelijk № 552 «onderlinge duels» 17:00 (UTC+1) | DDR                                   | 2 – 0 | Hongarije | Kurt-Wabbelstadion, Halle Toeschouwers: 14.000 Scheidsrechter: Adolf Mathias (AUT) |
| 19 november Vriendschappelijk № 552 «onderlinge duels» 17:00 (UTC+1) | Martin Trocha 28' Joachim Streich 32' |       |           | Kurt-Wabbelstadion, Halle Toeschouwers: 14.000 Scheidsrechter: Adolf Mathias (AUT) |

### 1981
|                                                                       |        |                                                    |           |                                                                                           |
| 15 april Vriendschappelijk № 553 «onderlinge duels» 20:30 uur (UTC+2) | Spanje | 0 – 3                                              | Hongarije | Estadio Luís Casanova, Valencia Toeschouwers: 25.000 Scheidsrechter: Daniel Lambert (FRA) |
| 15 april Vriendschappelijk № 553 «onderlinge duels» 20:30 uur (UTC+2) |        | 31' László Kiss 84' Béla Bodonyi 90' Tibor Nyilasi |           | Estadio Luís Casanova, Valencia Toeschouwers: 25.000 Scheidsrechter: Daniel Lambert (FRA) |

|                                                                          |                                       |       |                                            |                                                                              |
| 28 april WK 1982 kwalificatie № 554 «onderlinge duels» 20:00 uur (UTC+1) | Zwitserland                           | 2 – 2 | Hongarije                                  | Stadion Allmend, Luzern Toeschouwers: 17.000 Scheidsrechter: Ian Foote (SCO) |
| 28 april WK 1982 kwalificatie № 554 «onderlinge duels» 20:00 uur (UTC+1) | Claudio Sulser 31' Claudio Sulser 47' |       | 45' László Bálint 64' (pen.) Sándor Müller | Stadion Allmend, Luzern Toeschouwers: 17.000 Scheidsrechter: Ian Foote (SCO) |

|                                                                        |                    |       |          |                                                                                |
| 13 mei WK 1982 kwalificatie № 555 «onderlinge duels» 20:00 uur (UTC+2) | Hongarije          | 1 – 0 | Roemenië | Népstadion, Boedapest Toeschouwers: 60.000 Scheidsrechter: Alexis Ponnet (BEL) |
| 13 mei WK 1982 kwalificatie № 555 «onderlinge duels» 20:00 uur (UTC+2) | László Fazekas 18' |       |          | Népstadion, Boedapest Toeschouwers: 60.000 Scheidsrechter: Alexis Ponnet (BEL) |

|                                                                        |                      |       |                                 |                                                                                  |
| 20 mei WK 1982 kwalificatie № 556 «onderlinge duels» 19:00 uur (UTC+2) | Noorwegen            | 1 – 2 | Hongarije                       | Ullevaalstadion, Oslo Toeschouwers: 23.000 Scheidsrechter: Malcolm Moffatt (NIR) |
| 20 mei WK 1982 kwalificatie № 556 «onderlinge duels» 19:00 uur (UTC+2) | Hallvar Thoresen 55' |       | 77' László Kiss 79' László Kiss | Ullevaalstadion, Oslo Toeschouwers: 23.000 Scheidsrechter: Malcolm Moffatt (NIR) |

|                                                                        |                 |       |                                                                 |                                                                                |
| 6 juni WK 1982 kwalificatie № 557 «onderlinge duels» 20:00 uur (UTC+2) | Hongarije       | 1 – 3 | Engeland                                                        | Népstadion, Boedapest Toeschouwers: 68.000 Scheidsrechter: Paolo Casarin (ITA) |
| 6 juni WK 1982 kwalificatie № 557 «onderlinge duels» 20:00 uur (UTC+2) | Imre Garaba 44' |       | 18' Trevor Brooking 59' Trevor Brooking 72' (pen.) Kevin Keegan | Népstadion, Boedapest Toeschouwers: 68.000 Scheidsrechter: Paolo Casarin (ITA) |

|                                                                              |          |       |           |                                                                                          |
| 23 september WK 1982 kwalificatie № 558 «onderlinge duels» 17:00 uur (UTC+3) | Roemenië | 0 – 0 | Hongarije | Stadionul 23 August, Boekarest Toeschouwers: 70.000 Scheidsrechter: Erich Linemayr (AUT) |
| 23 september WK 1982 kwalificatie № 558 «onderlinge duels» 17:00 uur (UTC+3) |          |       |           | Stadionul 23 August, Boekarest Toeschouwers: 70.000 Scheidsrechter: Erich Linemayr (AUT) |

|                                                                            |                                                        |       |             |                                                                              |
| 14 oktober WK 1982 kwalificatie № 559 «onderlinge duels» 18:00 uur (UTC+1) | Hongarije                                              | 3 – 0 | Zwitserland | Népstadion, Boedapest Toeschouwers: 65.000 Scheidsrechter: Talat Tokat (TUR) |
| 14 oktober WK 1982 kwalificatie № 559 «onderlinge duels» 18:00 uur (UTC+1) | Tibor Nyilasi 23' Tibor Nyilasi 49' László Fazekas 59' |       |             | Népstadion, Boedapest Toeschouwers: 65.000 Scheidsrechter: Talat Tokat (TUR) |

|                                                                            |                                                                      |       |              |                                                                                  |
| 31 oktober WK 1982 kwalificatie № 560 «onderlinge duels» 18:00 uur (UTC+1) | Hongarije                                                            | 4 – 1 | Noorwegen    | Népstadion, Boedapest Toeschouwers: 68.000 Scheidsrechter: Edvard Šoštarič (YUG) |
| 31 oktober WK 1982 kwalificatie № 560 «onderlinge duels» 18:00 uur (UTC+1) | László Bálint 12' László Kiss 60' László Fazekas 79' László Kiss 84' |       | 35' Tom Lund | Népstadion, Boedapest Toeschouwers: 68.000 Scheidsrechter: Edvard Šoštarič (YUG) |

|                                                                           |                  |       |           |                                                                                    |
| 18 november WK 1982 kwalificatie № 561 «onderlinge duels» 19:45 uur (UTC) | Engeland         | 1 – 0 | Hongarije | Wembley Stadium, Londen Toeschouwers: 92.000 Scheidsrechter: Georges Konrath (FRA) |
| 18 november WK 1982 kwalificatie № 561 «onderlinge duels» 19:45 uur (UTC) | Paul Mariner 14' |       |           | Wembley Stadium, Londen Toeschouwers: 92.000 Scheidsrechter: Georges Konrath (FRA) |

### 1982
|                                                                           |                         |       |                                 |                                                                                     |
| 11 februari Vriendschappelijk № 562 «onderlinge duels» 18:30 uur (UTC+13) | Nieuw-Zeeland           | 1 – 2 | Hongarije                       | Mount Smart Stadium, Auckland Toeschouwers: 14.000 Scheidsrechter: Bill Munro (NZL) |
| 11 februari Vriendschappelijk № 562 «onderlinge duels» 18:30 uur (UTC+13) | Brian Turner 44' (pen.) |       | 17' Ignác Izsó 86' Béla Bodonyi | Mount Smart Stadium, Auckland Toeschouwers: 14.000 Scheidsrechter: Bill Munro (NZL) |

|                                                                           |                         |       |                                   |                                                                                             |
| 14 februari Vriendschappelijk № 563 «onderlinge duels» 15:30 uur (UTC+13) | Nieuw-Zeeland           | 1 – 2 | Hongarije                         | Queen Elizabeth II Park, Christchurch Toeschouwers: 12.000 Scheidsrechter: Gary Fleet (NZL) |
| 14 februari Vriendschappelijk № 563 «onderlinge duels» 15:30 uur (UTC+13) | Wynton Rufer 30' (pen.) |       | 50' Gábor Pölöskei 66' Ignác Izsó | Queen Elizabeth II Park, Christchurch Toeschouwers: 12.000 Scheidsrechter: Gary Fleet (NZL) |

|                                                                       |                                   |       |                                                              |                                                                                  |
| 24 maart Vriendschappelijk № 564 «onderlinge duels» 18:00 uur (UTC+1) | Hongarije                         | 2 – 3 | Oostenrijk                                                   | Népstadion, Boedapest Toeschouwers: 40.000 Scheidsrechter: Edvard Šoštarič (YUG) |
| 24 maart Vriendschappelijk № 564 «onderlinge duels» 18:00 uur (UTC+1) | Béla Váradi 61' Tibor Nyilasi 69' |       | 31' Hans Krankl 49' Walter Schachner 51' Roland Hattenberger | Népstadion, Boedapest Toeschouwers: 40.000 Scheidsrechter: Edvard Šoštarič (YUG) |

|                                                                       |                  |       |                                             |                                                                                  |
| 18 april Vriendschappelijk № 565 «onderlinge duels» 18:00 uur (UTC+2) | Hongarije        | 1 – 2 | Peru                                        | Népstadion, Boedapest Toeschouwers: 20.000 Scheidsrechter: Horst Brummeier (PER) |
| 18 april Vriendschappelijk № 565 «onderlinge duels» 18:00 uur (UTC+2) | Lázár Szentes 1' |       | 55' Julio Cesar Uribe 81' Julio Cesar Uribe | Népstadion, Boedapest Toeschouwers: 20.000 Scheidsrechter: Horst Brummeier (PER) |

| Wereldkampioenschap voetbal 1982 |
| -------------------------------- |

|                                                                    | |        |                    |                                                                                |
| 15 juni WK 1982 Groep C № 566 «onderlinge duels» 21:00 uur (UTC+2) | Hongarije | 10 – 1 | El Salvador        | Nuevo Estadio, Elche Toeschouwers: 23.000 Scheidsrechter: Ibrahim Al-Doy (BHR) |
| 15 juni WK 1982 Groep C № 566 «onderlinge duels» 21:00 uur (UTC+2) | Tibor Nyilasi 4' Gábor Pölöskei 11' László Fazekas 23' József Tóth 50' László Fazekas 54' László Kiss 69' Lázár Szentes 71' László Kiss 73' László Kiss 76' Tibor Nyilasi 83' |        | 64' Ramírez Zapata | Nuevo Estadio, Elche Toeschouwers: 23.000 Scheidsrechter: Ibrahim Al-Doy (BHR) |

|                                                                    |                                                                              |       |                    |                                                                                             |
| 18 juni WK 1982 Groep C № 567 «onderlinge duels» 21:00 uur (UTC+2) | Argentinië                                                                   | 4 – 1 | Hongarije          | Estadio José Rico Pérez, Alicante Toeschouwers: 32.093 Scheidsrechter: Belaïd Lacarne (ALG) |
| 18 juni WK 1982 Groep C № 567 «onderlinge duels» 21:00 uur (UTC+2) | Daniel Bertoni 26' Diego Maradona 28' Diego Maradona 57' Osvaldo Ardiles 60' |       | 76' Gábor Pölöskei | Estadio José Rico Pérez, Alicante Toeschouwers: 32.093 Scheidsrechter: Belaïd Lacarne (ALG) |

|                                                                    |                   |       |           |                                                                             |
| 22 juni WK 1982 Groep C № 568 «onderlinge duels» 21:00 uur (UTC+2) | België            | 1 – 1 | Hongarije | Nuevo Estadio, Elche Toeschouwers: 37.000 Scheidsrechter: Clive White (ENG) |
| 22 juni WK 1982 Groep C № 568 «onderlinge duels» 21:00 uur (UTC+2) | Czerniatynski 76' |       | 27' Varga | Nuevo Estadio, Elche Toeschouwers: 37.000 Scheidsrechter: Clive White (ENG) |

|  |  |  |  |  |  |  |  |  |

|                                                                           |                                                                                        |       |         |                                                                               |
| 22 september Vriendschappelijk № 569 «onderlinge duels» 16:30 uur (UTC+2) | Hongarije                                                                              | 5 – 0 | Turkije | Rába ETO Stadion, Győr Toeschouwers: 6.000 Scheidsrechter: Josef Pouček (TCH) |
| 22 september Vriendschappelijk № 569 «onderlinge duels» 16:30 uur (UTC+2) | Imre Garaba 10' Győző Burcsa 28' László Budavári 41' Sándor Kiss 61' József Póczik 73' |       |         | Rába ETO Stadion, Győr Toeschouwers: 6.000 Scheidsrechter: Josef Pouček (TCH) |

|                                                                    |                     |       |           |                                                                                     |
| 6 oktober Vriendschappelijk № 570 «onderlinge duels» 20:30 (UTC+1) | Frankrijk           | 1 – 0 | Hongarije | Parc des Princes, Parijs Toeschouwers: 15.777 Scheidsrechter: Roger Verhaeghe (BEL) |
| 6 oktober Vriendschappelijk № 570 «onderlinge duels» 20:30 (UTC+1) | Laurent Roussey 65' |       |           | Parc des Princes, Parijs Toeschouwers: 15.777 Scheidsrechter: Roger Verhaeghe (BEL) |

### 1983
|                                                                      |                                        |       | |                                                                                    |
| 27 maart EK 1984 kwalificatie № 571 «onderlinge duels» 15:00 (UTC+2) | Luxemburg                              | 2 – 6 | Hongarije | Stade Municipal, Luxemburg Toeschouwers: 4.000 Scheidsrechter: Gerard Geurds (NED) |
| 27 maart EK 1984 kwalificatie № 571 «onderlinge duels» 15:00 (UTC+2) | Jeannot Reiter 3' Romain Schreiner 55' |       | 31' Jozsef Poczik 41' Tibor Nyilasi 51' Gábor Pölöskei 57' (pen.) Peter Hannich 59' Jozsef Poczik 70' Jozsef Poczik | Stade Municipal, Luxemburg Toeschouwers: 4.000 Scheidsrechter: Gerard Geurds (NED) |

|                                                                       |          |       |           |                                                                                               |
| 13 april Vriendschappelijk № 572 «onderlinge duels» 21:15 uur (UTC+1) | Portugal | 0 – 0 | Hongarije | Estádio Cidade de Coimbra, Coimbra Toeschouwers: 15.000 Scheidsrechter: Georges Konrath (FRA) |
| 13 april Vriendschappelijk № 572 «onderlinge duels» 21:15 uur (UTC+1) |          |       |           | Estádio Cidade de Coimbra, Coimbra Toeschouwers: 15.000 Scheidsrechter: Georges Konrath (FRA) |

|                                                                      | |       |                                    |                                                                                  |
| 17 april EK 1984 kwalificatie № 573 «onderlinge duels» 15:00 (UTC+2) | Hongarije                                                                                                | 6 – 2 | Luxemburg                          | Népstadion, Boedapest Toeschouwers: 12.280 Scheidsrechter: Edgar Azzopardi (MLT) |
| 17 april EK 1984 kwalificatie № 573 «onderlinge duels» 15:00 (UTC+2) | Gyula Hajszan 23' Tibor Nyilasi 34' Lászlo Kiss 37' Lazar Szentes 61' Tibor Nyilasi 63' Gyözö Burcsa 65' |       | 57' Jeannot Reiter 58' Théo Malget | Népstadion, Boedapest Toeschouwers: 12.280 Scheidsrechter: Edgar Azzopardi (MLT) |

|                                                                        |                                    |       |           |                                                                                  |
| 27 april EK 1984 kwalificatie № 574 «onderlinge duels» 19:45 uur (UTC) | Engeland                           | 2 – 0 | Hongarije | Wembley Stadium, Londen Toeschouwers: 55.000 Scheidsrechter: Pietro d'Elia (ITA) |
| 27 april EK 1984 kwalificatie № 574 «onderlinge duels» 19:45 uur (UTC) | Trevor Francis 31' Peter Withe 65' |       |           | Wembley Stadium, Londen Toeschouwers: 55.000 Scheidsrechter: Pietro d'Elia (ITA) |

|                                                                        |                                     |       |                                                                   |                                                                                  |
| 15 mei EK 1984 kwalificatie № 575 «onderlinge duels» 20:00 uur (UTC+2) | Hongarije                           | 2 – 3 | Griekenland                                                       | Népstadion, Boedapest Toeschouwers: 13.126 Scheidsrechter: Edvard Šoštarič (YUG) |
| 15 mei EK 1984 kwalificatie № 575 «onderlinge duels» 20:00 uur (UTC+2) | Tibor Nyilasi 24' Gyula Hajszán 88' |       | 16' Nikos Anastopoulos 34' Giorgos Kostikos 52' Lakis Papaioannou | Népstadion, Boedapest Toeschouwers: 13.126 Scheidsrechter: Edvard Šoštarič (YUG) |

|                                                                        |                                                                    |       |                   |                                                                                   |
| 1 juni EK 1984 kwalificatie № 576 «onderlinge duels» 19:00 uur (UTC+2) | Denemarken                                                         | 3 – 1 | Hongarije         | Idrætsparken, Kopenhagen Toeschouwers: 44.800 Scheidsrechter: Heinz Fahnler (AUT) |
| 1 juni EK 1984 kwalificatie № 576 «onderlinge duels» 19:00 uur (UTC+2) | Preben Elkjær Larsen 4' Jesper Olsen 81' Allan Simonsen 85' (pen.) |       | 30' Tibor Nyilasi | Idrætsparken, Kopenhagen Toeschouwers: 44.800 Scheidsrechter: Heinz Fahnler (AUT) |

|                                                                          |                   |       |                 |                                                                                |
| 7 september Vriendschappelijk № 577 «onderlinge duels» 20:15 uur (UTC+2) | Hongarije         | 1 – 1 | West-Duitsland  | Népstadion, Boedapest Toeschouwers: 30.000 Scheidsrechter: Dušan Krchňák (TCH) |
| 7 september Vriendschappelijk № 577 «onderlinge duels» 20:15 uur (UTC+2) | Tibor Nyilasi 43' |       | 67' Rudi Völler | Népstadion, Boedapest Toeschouwers: 30.000 Scheidsrechter: Dušan Krchňák (TCH) |

|                                                                            |           |                                                 |          |                                                                               |
| 12 oktober EK 1984 kwalificatie № 578 «onderlinge duels» 18:00 uur (UTC+1) | Hongarije | 0 – 3                                           | Engeland | Népstadion, Boedapest Toeschouwers: 19.956 Scheidsrechter: Bruno Galler (SUI) |
| 12 oktober EK 1984 kwalificatie № 578 «onderlinge duels» 18:00 uur (UTC+1) |           | 13' Glenn Hoddle 19' Sammy Lee 42' Paul Mariner |          | Népstadion, Boedapest Toeschouwers: 19.956 Scheidsrechter: Bruno Galler (SUI) |

|                                                                            |                 |       |            |                                                                                      |
| 26 oktober EK 1984 kwalificatie № 579 «onderlinge duels» 18:00 uur (UTC+1) | Hongarije       | 1 – 0 | Denemarken | Népstadion, Boedapest Toeschouwers: 7.000 Scheidsrechter: Emilio Guruceta Muro (ESP) |
| 26 oktober EK 1984 kwalificatie № 579 «onderlinge duels» 18:00 uur (UTC+1) | Sándor Kiss 55' |       |            | Népstadion, Boedapest Toeschouwers: 7.000 Scheidsrechter: Emilio Guruceta Muro (ESP) |

|                                                                            |                                              |       |                                              |                                                                                     |
| 3 december EK 1984 kwalificatie № 580 «onderlinge duels» 15:00 uur (UTC+2) | Griekenland                                  | 2 – 2 | Hongarije                                    | Kaftanzogliostadion, Thessaloniki Toeschouwers: 651 Scheidsrechter: Ioan Igna (ROU) |
| 3 december EK 1984 kwalificatie № 580 «onderlinge duels» 15:00 uur (UTC+2) | Nikos Anastopoulos 6' Nikos Anastopoulos 56' |       | 12' (pen.) József Kardos 40' András Törőcsik | Kaftanzogliostadion, Thessaloniki Toeschouwers: 651 Scheidsrechter: Ioan Igna (ROU) |

### 1984
|                                                                         |        |                 |           |                                                                                         |
| 28 januari Vriendschappelijk № 581 «onderlinge duels» 20:30 uur (UTC+1) | Spanje | 0 – 1           | Hongarije | Estadio Ramón de Carranza, Cádiz Toeschouwers: 25.000 Scheidsrechter: Joe Worrall (ENG) |
| 28 januari Vriendschappelijk № 581 «onderlinge duels» 20:30 uur (UTC+1) |        | 69' Imre Garaba |           | Estadio Ramón de Carranza, Cádiz Toeschouwers: 25.000 Scheidsrechter: Joe Worrall (ENG) |

|                                                                       |                                                  |       |                    |                                                                                     |
| 31 maart Vriendschappelijk № 582 «onderlinge duels» 16:00 uur (UTC+2) | Joegoslavië                                      | 2 – 1 | Hongarije          | Suboticastadion, Subotica Toeschouwers: 25.000 Scheidsrechter: Robert Matušík (TCH) |
| 31 maart Vriendschappelijk № 582 «onderlinge duels» 16:00 uur (UTC+2) | Milko Ðurovski 67' Ljubomir Radanović 81' (pen.) |       | 86' László Gyimesi | Suboticastadion, Subotica Toeschouwers: 25.000 Scheidsrechter: Robert Matušík (TCH) |

|                                                                      |         | |           |                                                                               |
| 4 april Vriendschappelijk № 583 «onderlinge duels» 15:00 uur (UTC+3) | Turkije | 0 – 6 | Hongarije | İnönüstadion, Istanbul Toeschouwers: 50.000 Scheidsrechter: Volker Roth (FRG) |
| 4 april Vriendschappelijk № 583 «onderlinge duels» 15:00 uur (UTC+3) |         | 22' Ferenc Mészáros 38' József Kardos 49' Márton Esterházy 51' Ferenc Mészáros 63' Béla Bodonyi 68' Márton Esterházy |           | İnönüstadion, Istanbul Toeschouwers: 50.000 Scheidsrechter: Volker Roth (FRG) |

|                                                                     |           |       |           |                                                                                         |
| 23 mei Vriendschappelijk № 584 «onderlinge duels» 20:00 uur (UTC+2) | Hongarije | 0 – 0 | Noorwegen | Sóstóistadion, Székesfehérvár Toeschouwers: 5.000 Scheidsrechter: Klaus Scheurell (GDR) |
| 23 mei Vriendschappelijk № 584 «onderlinge duels» 20:00 uur (UTC+2) |           |       |           | Sóstóistadion, Székesfehérvár Toeschouwers: 5.000 Scheidsrechter: Klaus Scheurell (GDR) |

|                                                                     |                |       |                 |                                                                                            |
| 31 mei Vriendschappelijk № 585 «onderlinge duels» 20:00 uur (UTC+2) | Hongarije      | 1 – 1 | Spanje          | Megyeri úti stadion, Boedapest Toeschouwers: 10.000 Scheidsrechter: Aron Schmidhuber (FRG) |
| 31 mei Vriendschappelijk № 585 «onderlinge duels» 20:00 uur (UTC+2) | Antal Nagy 48' |       | 21' Poli Rincón | Megyeri úti stadion, Boedapest Toeschouwers: 10.000 Scheidsrechter: Aron Schmidhuber (FRG) |

|                                                                     |                                     |       |                                     |                                                                                   |
| 6 juni Vriendschappelijk № 586 «onderlinge duels» 20:00 uur (UTC+2) | België                              | 2 – 2 | Hongarije                           | Heizelstadion, Brussel Toeschouwers: 11.981 Scheidsrechter: Georges Konrath (FRA) |
| 6 juni Vriendschappelijk № 586 «onderlinge duels» 20:00 uur (UTC+2) | Jan Ceulemans 17' Jan Ceulemans 88' |       | 43' Gyula Hajszán 59' Tibor Nyilasi | Heizelstadion, Brussel Toeschouwers: 11.981 Scheidsrechter: Georges Konrath (FRA) |

|                                                                          |                                                            |       |             |                                                                              |
| 22 augustus Vriendschappelijk № 587 «onderlinge duels» 19:00 uur (UTC+2) | Hongarije                                                  | 3 – 0 | Zwitserland | Népstadion, Boedapest Toeschouwers: 9.838 Scheidsrechter: Adolf Prokop (GDR) |
| 22 augustus Vriendschappelijk № 587 «onderlinge duels» 19:00 uur (UTC+2) | Márton Esterházy 71' Márton Esterházy 83' Béla Bodonyi 87' |       |             | Népstadion, Boedapest Toeschouwers: 9.838 Scheidsrechter: Adolf Prokop (GDR) |

|                                                                          |           |                                  |        |                                                                                       |
| 25 augustus Vriendschappelijk № 588 «onderlinge duels» 19:00 uur (UTC+2) | Hongarije | 0 – 2                            | Mexico | Népstadion, Boedapest Toeschouwers: 8.208 Scheidsrechter: Karl-Heinz Tritschler (FRG) |
| 25 augustus Vriendschappelijk № 588 «onderlinge duels» 19:00 uur (UTC+2) |           | 30' Manuel Negrete 58' Tomas Boy |        | Népstadion, Boedapest Toeschouwers: 8.208 Scheidsrechter: Karl-Heinz Tritschler (FRG) |

|                                                                              |                                                       |       |                      |                                                                                 |
| 26 september WK 1986 kwalificatie № 589 «onderlinge duels» 19:00 uur (UTC+2) | Hongarije                                             | 3 – 1 | Oostenrijk           | Népstadion, Boedapest Toeschouwers: 25.417 Scheidsrechter: Michel Vautrot (FRA) |
| 26 september WK 1986 kwalificatie № 589 «onderlinge duels» 19:00 uur (UTC+2) | Antal Nagy 50' Márton Esterházy 62' József Kardos 78' |       | 23' Walter Schachner | Népstadion, Boedapest Toeschouwers: 25.417 Scheidsrechter: Michel Vautrot (FRA) |

|                                                                            |               |       |                                       |                                                                           |
| 17 oktober WK 1986 kwalificatie № 590 «onderlinge duels» 20:00 uur (UTC+1) | Nederland     | 1 – 2 | Hongarije                             | De Kuip, Rotterdam Toeschouwers: 52.148 Scheidsrechter: André Daina (SUI) |
| 17 oktober WK 1986 kwalificatie № 590 «onderlinge duels» 20:00 uur (UTC+1) | Wim Kieft 19' |       | 26' Lajos Détári 56' Márton Esterházy | De Kuip, Rotterdam Toeschouwers: 52.148 Scheidsrechter: André Daina (SUI) |

|                                                                             |                 |       |                                  |                                                                                  |
| 17 november WK 1986 kwalificatie № 591 «onderlinge duels» 18:00 uur (UTC+2) | Cyprus          | 1 – 2 | Hongarije                        | Tsirionstadion, Limasol Toeschouwers: 4.650 Scheidsrechter: Brian McGinlay (SCO) |
| 17 november WK 1986 kwalificatie № 591 «onderlinge duels» 18:00 uur (UTC+2) | Kostas Foti 28' |       | 49' Antal Róth 89' Tibor Nyilasi | Tsirionstadion, Limasol Toeschouwers: 4.650 Scheidsrechter: Brian McGinlay (SCO) |

### 1985
|                                                                         |                |                  |           |                                                                                  |
| 29 januari Vriendschappelijk № 592 «onderlinge duels» 20:15 uur (UTC+1) | West-Duitsland | 0 – 1            | Hongarije | Volksparkstadion, Hamburg Toeschouwers: 21.000 Scheidsrechter: Einar Halle (NOR) |
| 29 januari Vriendschappelijk № 592 «onderlinge duels» 20:15 uur (UTC+1) |                | 48' Zoltán Péter |           | Volksparkstadion, Hamburg Toeschouwers: 21.000 Scheidsrechter: Einar Halle (NOR) |

|                                                                         |                                       |       |        |                                                                              |
| 3 april WK 1986 kwalificatie № 593 «onderlinge duels» 16:45 uur (UTC+2) | Hongarije                             | 2 – 0 | Cyprus | Népstadion, Boedapest Toeschouwers: 24.843 Scheidsrechter: Einar Halle (NOR) |
| 3 april WK 1986 kwalificatie № 593 «onderlinge duels» 16:45 uur (UTC+2) | Tibor Nyilasi 48' László Szokolai 83' |       |        | Népstadion, Boedapest Toeschouwers: 24.843 Scheidsrechter: Einar Halle (NOR) |

|                                                                          |            |                                                        |           |                                                                                        |
| 17 april WK 1986 kwalificatie № 594 «onderlinge duels» 19:30 uur (UTC+2) | Oostenrijk | 0 – 3                                                  | Hongarije | Gerhard Hanappistadion, Wenen Toeschouwers: 17.869 Scheidsrechter: Jakob Baumann (SUI) |
| 17 april WK 1986 kwalificatie № 594 «onderlinge duels» 19:30 uur (UTC+2) |            | 21' József Kiprich 34' József Kiprich 48' Lajos Détári |           | Gerhard Hanappistadion, Wenen Toeschouwers: 17.869 Scheidsrechter: Jakob Baumann (SUI) |

|                                                                        |           |                |           |                                                                                         |
| 14 mei WK 1986 kwalificatie № 595 «onderlinge duels» 19:30 uur (UTC+2) | Hongarije | 0 – 1          | Nederland | Népstadion, Boedapest Toeschouwers: 71.647 Scheidsrechter: Karl-Josef Assenmacher (FRG) |
| 14 mei WK 1986 kwalificatie № 595 «onderlinge duels» 19:30 uur (UTC+2) |           | 69' Rob de Wit |           | Népstadion, Boedapest Toeschouwers: 71.647 Scheidsrechter: Karl-Josef Assenmacher (FRG) |

|                                                                         |       |                                                        |           |                                                                              |
| 16 oktober Vriendschappelijk № 596 «onderlinge duels» 19:30 uur (UTC+1) | Wales | 0 – 3                                                  | Hongarije | Ninian Park, Cardiff Toeschouwers: 3.505 Scheidsrechter: George Hyndes (NIR) |
| 16 oktober Vriendschappelijk № 596 «onderlinge duels» 19:30 uur (UTC+1) |       | 8' Márton Esterházy 52' Gyula Hajszán 89' Lajos Détári |           | Ninian Park, Cardiff Toeschouwers: 3.505 Scheidsrechter: George Hyndes (NIR) |

|                                                                                                |            |                           |           |                                                                                       |
| 8 december Vriendschappelijk Tournament Mexico 1985 № 597 «onderlinge duels» 20:45 uur (UTC−5) | Zuid-Korea | 0 – 1                     | Hongarije | Estadio Irapuato, Irapuato Toeschouwers: 30.000 Scheidsrechter: Antonio Ramírez (MEX) |
| 8 december Vriendschappelijk Tournament Mexico 1985 № 597 «onderlinge duels» 20:45 uur (UTC−5) |            | 55' (pen.) József Kiprich |           | Estadio Irapuato, Irapuato Toeschouwers: 30.000 Scheidsrechter: Antonio Ramírez (MEX) |

|                                                                                                 |              |       |                                                      |                                                                                        |
| 12 december Vriendschappelijk Tournament Mexico 1985 № 598 «onderlinge duels» 15:00 uur (UTC−6) | Algerije     | 1 – 3 | Hongarije                                            | Estadio Tecnológico, Monterrey Toeschouwers: 1.000 Scheidsrechter: Joaquín Reyes (MEX) |
| 12 december Vriendschappelijk Tournament Mexico 1985 № 598 «onderlinge duels» 15:00 uur (UTC−6) | Bentayeb 62' |       | 18' Zoltán Péter 25' Kálmán Kovács 56' György Bognár | Estadio Tecnológico, Monterrey Toeschouwers: 1.000 Scheidsrechter: Joaquín Reyes (MEX) |

|                                                                                                 |                                     |       |           |                                                                                       |
| 14 december Vriendschappelijk Tournament Mexico 1985 № 599 «onderlinge duels» 12:00 uur (UTC−6) | Mexico                              | 2 – 0 | Hongarije | Estadio Luis Dosal, Toluca Toeschouwers: 35.000 Scheidsrechter: Edgardo Codesal (MEX) |
| 14 december Vriendschappelijk Tournament Mexico 1985 № 599 «onderlinge duels» 12:00 uur (UTC−6) | Carlos Hermosillo 12' Tomas Boy 67' |       |           | Estadio Luis Dosal, Toluca Toeschouwers: 35.000 Scheidsrechter: Edgardo Codesal (MEX) |

### 1986
|                                                      |      |                                                             |           |                                                                                          |
| 30 januari Vriendschappelijk № 600 16:00 uur (UTC+3) | Azië | 0 – 3                                                       | Hongarije | Hamad bin Khalifastadion, Doha Toeschouwers: 2.500 Scheidsrechter: Jamal Al Sharif (SYR) |
| 30 januari Vriendschappelijk № 600 16:00 uur (UTC+3) |      | 3' József Kiprich 41' Márton Esterházy 57' Márton Esterházy |           | Hamad bin Khalifastadion, Doha Toeschouwers: 2.500 Scheidsrechter: Jamal Al Sharif (SYR) |

|                                                      |      |                                           |           |                                                                                         |
| 1 februari Vriendschappelijk № 601 16:00 uur (UTC+3) | Azië | 0 – 2                                     | Hongarije | El Kabirstadion, Doha Toeschouwers: 2.500 Scheidsrechter: Fallaj Khuzam Al Shanar (KSA) |
| 1 februari Vriendschappelijk № 601 16:00 uur (UTC+3) |      | 61' (pen.) Zoltán Péter 80' Kálmán Kovács |           | El Kabirstadion, Doha Toeschouwers: 2.500 Scheidsrechter: Fallaj Khuzam Al Shanar (KSA) |

|                                                                         |       |                                                       |           |                                                                              |
| 2 februari Vriendschappelijk № 602 «onderlinge duels» 14:00 uur (UTC+3) | Qatar | 0 – 3                                                 | Hongarije | El Kabirstadion, Doha Toeschouwers: 2.000 Scheidsrechter: Jassim Mandi (BHR) |
| 2 februari Vriendschappelijk № 602 «onderlinge duels» 14:00 uur (UTC+3) |       | 12' Péter Hannich 37' József Kiprich 50' Lajos Détári |           | El Kabirstadion, Doha Toeschouwers: 2.000 Scheidsrechter: Jassim Mandi (BHR) |

|                                                                       |                                                        |       |          |                                                                               |
| 16 maart Vriendschappelijk № 603 «onderlinge duels» 15:30 uur (UTC+1) | Hongarije                                              | 3 – 0 | Brazilië | Népstadion, Boedapest Toeschouwers: 70.314 Scheidsrechter: Franz Wöhrer (AUT) |
| 16 maart Vriendschappelijk № 603 «onderlinge duels» 15:30 uur (UTC+1) | Lajos Détári 5' Kálmán Kovács 60' Márton Esterházy 73' |       |          | Népstadion, Boedapest Toeschouwers: 70.314 Scheidsrechter: Franz Wöhrer (AUT) |

| Wereldkampioenschap voetbal 1986 |
| -------------------------------- |

|                                                                   | |       |           |                                                                                               |
| 2 juni WK 1986 Groep C № 604 «onderlinge duels» 12:00 uur (UTC−6) | Sovjet-Unie | 6 – 0 | Hongarije | Estadio Sergio León Chávez, Irapuato Toeschouwers: 16.500 Scheidsrechter: Luigi Agnolin (ITA) |
| 2 juni WK 1986 Groep C № 604 «onderlinge duels» 12:00 uur (UTC−6) | Pavel Jakovenko 2' Sjarhej Alejnikaw 4' Ihor Bjelanov 24' (pen.) Ivan Jaremtsjoek 66' László Dajka 73' (e.d.) Sergej Rodionov 80' |       |           | Estadio Sergio León Chávez, Irapuato Toeschouwers: 16.500 Scheidsrechter: Luigi Agnolin (ITA) |

|                                                                    |                                      |       |        |                                                                                                 |
| 6 juni VWK 1986 Groep C № 605 «onderlinge duels» 12:00 uur (UTC−6) | Hongarije                            | 2 – 0 | Canada | Estadio Sergio León Chávez, Irapuato Toeschouwers: 13.800 Scheidsrechter: Jamal Al Sharif (SYR) |
| 6 juni VWK 1986 Groep C № 605 «onderlinge duels» 12:00 uur (UTC−6) | Márton Esterházy 2' Lajos Détári 75' |       |        | Estadio Sergio León Chávez, Irapuato Toeschouwers: 13.800 Scheidsrechter: Jamal Al Sharif (SYR) |

|                                                                   |           |                                                             |           |                                                                                        |
| 9 juni WK 1986 Groep C № 453 «onderlinge duels» 12:00 uur (UTC−6) | Hongarije | 0 – 3                                                       | Frankrijk | Estadio Nou Camp, León Toeschouwers: 31.420 Scheidsrechter: Carlos Silva Valente (POR) |
| 9 juni WK 1986 Groep C № 453 «onderlinge duels» 12:00 uur (UTC−6) |           | 30' Yannick Stopyra 63' Jean Tigana 84' Dominique Rocheteau |           | Estadio Nou Camp, León Toeschouwers: 31.420 Scheidsrechter: Carlos Silva Valente (POR) |

|  |  |  |  |  |  |  |  |  |

|                                                                          |           |       |           |                                                                               |
| 9 september Vriendschappelijk № 607 «onderlinge duels» 19:00 uur (UTC+2) | Noorwegen | 0 – 0 | Hongarije | Ullevaalstadion, Oslo Toeschouwers: 2.917 Scheidsrechter: Gerard Geurds (NED) |
| 9 september Vriendschappelijk № 607 «onderlinge duels» 19:00 uur (UTC+2) |           |       |           | Ullevaalstadion, Oslo Toeschouwers: 2.917 Scheidsrechter: Gerard Geurds (NED) |

|                                                                            |           |                      |           |                                                                               |
| 15 oktober EK 1988 kwalificatie № 608 «onderlinge duels» 18:00 uur (UTC+1) | Hongarije | 0 – 1                | Nederland | Népstadion, Boedapest Toeschouwers: 13.897 Scheidsrechter: Bruno Galler (SUI) |
| 15 oktober EK 1988 kwalificatie № 608 «onderlinge duels» 18:00 uur (UTC+1) |           | 67' Marco van Basten |           | Népstadion, Boedapest Toeschouwers: 13.897 Scheidsrechter: Bruno Galler (SUI) |

|                                                                             |                                              |       |               | |
| 12 november EK 1988 kwalificatie № 609 «onderlinge duels» 17:00 uur (UTC+2) | Griekenland                                  | 2 – 1 | Hongarije     | Olympisch Stadion Spyridon Louis, Athene Toeschouwers: 27.760 Scheidsrechter: Velodi Miminoshvili (URS) |
| 12 november EK 1988 kwalificatie № 609 «onderlinge duels» 17:00 uur (UTC+2) | Tasos Mitropoulos 39' Nikos Anastopoulos 65' |       | 73' Imre Boda | Olympisch Stadion Spyridon Louis, Athene Toeschouwers: 27.760 Scheidsrechter: Velodi Miminoshvili (URS) |

### 1987
|                                                                            |           |               |        |                                                                                     |
| 8 februari EK 1988 kwalificatie № 610 «onderlinge duels» 15:00 uur (UTC+2) | Hongarije | 0 – 1         | Cyprus | Makariostadion, Nicosia Toeschouwers: 4.195 Scheidsrechter: Dragiša Komadinić (YUG) |
| 8 februari EK 1988 kwalificatie № 610 «onderlinge duels» 15:00 uur (UTC+2) |           | 50' Imre Boda |        | Makariostadion, Nicosia Toeschouwers: 4.195 Scheidsrechter: Dragiša Komadinić (YUG) |

|                                                                          |                                   |       |           |                                                                               |
| 29 april EK 1988 kwalificatie № 611 «onderlinge duels» 20:00 uur (UTC+2) | Nederland                         | 2 – 0 | Hongarije | De Kuip, Rotterdam Toeschouwers: 53.035 Scheidsrechter: George Courtney (ENG) |
| 29 april EK 1988 kwalificatie № 611 «onderlinge duels» 20:00 uur (UTC+2) | Ruud Gullit 37' Arnold Mühren 39' |       |           | De Kuip, Rotterdam Toeschouwers: 53.035 Scheidsrechter: George Courtney (ENG) |

|                                                                    |                                                                                                 |       |                                                                   |                                                                              |
| 17 mei EK 1988 kwalificatie № 612 «onderlinge duels» 18:00 (UTC+2) | Hongarije                                                                                       | 5 – 3 | Polen                                                             | Népstadion, Boedapest Toeschouwers: 8.000 Scheidsrechter: Adolf Prokop (GDR) |
| 17 mei EK 1988 kwalificatie № 612 «onderlinge duels» 18:00 (UTC+2) | István Vincze 39' Lajos Détári 61' (pen) Zoltán Péter 65' Lajos Détári 76' Tamás Preszeller 83' |       | 27' Dariusz Marciniak 52' Włodzimierz Smolarek 80' Roman Wójcicki | Népstadion, Boedapest Toeschouwers: 8.000 Scheidsrechter: Adolf Prokop (GDR) |

|                                                                  |     |       |           | |
| 28 juli Vriendschappelijk № 613 «onderlinge duels» 20:00 (UTC+2) | DDR | 0 – 0 | Hongarije | Zentralstadion, Leipzig Toeschouwers: 71.000 Scheidsrechter: Jan Damgaard (DEN) 71' Henning Lund-Sørensen (DEN) 71' |
| 28 juli Vriendschappelijk № 613 «onderlinge duels» 20:00 (UTC+2) |     |       |           | Zentralstadion, Leipzig Toeschouwers: 71.000 Scheidsrechter: Jan Damgaard (DEN) 71' Henning Lund-Sørensen (DEN) 71' |

|                                                                          |                                   |       |           |                                                                             |
| 9 september Vriendschappelijk № 614 «onderlinge duels» 20:00 uur (UTC+1) | Schotland                         | 2 – 0 | Hongarije | Hampden Park, Glasgow Toeschouwers: 21.128 Scheidsrechter: Jan Keizer (NED) |
| 9 september Vriendschappelijk № 614 «onderlinge duels» 20:00 uur (UTC+1) | Ally McCoist 34' Ally McCoist 62' |       |           | Hampden Park, Glasgow Toeschouwers: 21.128 Scheidsrechter: Jan Keizer (NED) |

|                                                                          |                                                                   |       |                                       |                                                                                         |
| 23 september EK 1988 kwalificatie № 615 «onderlinge duels» 17:00 (UTC+2) | Polen                                                             | 3 – 2 | Hongarije                             | Wojska Polskiegostadion, Warschau Toeschouwers: 10.000 Scheidsrechter: İhsan Türe (TUR) |
| 23 september EK 1988 kwalificatie № 615 «onderlinge duels» 17:00 (UTC+2) | Dariusz Dziekanowski 7' Ryszard Tarasiewicz 58' Marek Leśniak 62' |       | 10' György Bognár 64' Ferenc Mészáros | Wojska Polskiegostadion, Warschau Toeschouwers: 10.000 Scheidsrechter: İhsan Türe (TUR) |

|                                                                            |                                                       |       |             |                                                                              |
| 14 oktober EK 1988 kwalificatie № 616 «onderlinge duels» 17:30 uur (UTC+1) | Hongarije                                             | 3 – 0 | Griekenland | Népstadion, Boedapest Toeschouwers: 8.000 Scheidsrechter: Dieter Pauly (FRG) |
| 14 oktober EK 1988 kwalificatie № 616 «onderlinge duels» 17:30 uur (UTC+1) | Lajos Détári 4' György Bognár 12' Ferenc Mészáros 15' |       |             | Népstadion, Boedapest Toeschouwers: 8.000 Scheidsrechter: Dieter Pauly (FRG) |

|                                                                          |           |       |                |                                                                                |
| 18 november Vriendschappelijk № 617 «onderlinge duels» 18:00 uur (UTC+1) | Hongarije | 0 – 0 | West-Duitsland | Népstadion, Boedapest Toeschouwers: 25.000 Scheidsrechter: Dušan Krchňák (TCH) |
| 18 november Vriendschappelijk № 617 «onderlinge duels» 18:00 uur (UTC+1) |           |       |                | Népstadion, Boedapest Toeschouwers: 25.000 Scheidsrechter: Dušan Krchňák (TCH) |

|                                                                            |                    |       |        |                                                                                       |
| 2 december EK 1988 kwalificatie № 618 «onderlinge duels» 17:30 uur (UTC+1) | Hongarije          | 1 – 0 | Cyprus | Megyeri úti stadion, Boedapest Toeschouwers: 2.300 Scheidsrechter: Dan Petrescu (ROU) |
| 2 december EK 1988 kwalificatie № 618 «onderlinge duels» 17:30 uur (UTC+1) | József Kiprich 90' |       |        | Megyeri úti stadion, Boedapest Toeschouwers: 2.300 Scheidsrechter: Dan Petrescu (ROU) |

### 1988
|                                                                       |                    |       |         |                                                                                     |
| 16 maart Vriendschappelijk № 619 «onderlinge duels» 17:00 uur (UTC+1) | Hongarije          | 1 – 0 | Turkije | Népstadion, Boedapest Toeschouwers: 2.000 Scheidsrechter: Tadeusz Diakonowicz (POL) |
| 16 maart Vriendschappelijk № 619 «onderlinge duels» 17:00 uur (UTC+1) | József Kiprich 90' |       |         | Népstadion, Boedapest Toeschouwers: 2.000 Scheidsrechter: Tadeusz Diakonowicz (POL) |

|                                                                       |                                                                        |       |           |                                                                                 |
| 26 maart Vriendschappelijk № 620 «onderlinge duels» 20:00 uur (UTC+1) | België                                                                 | 3 – 0 | Hongarije | Heizelstadion, Brussel Toeschouwers: 2.356 Scheidsrechter: Heinz Holzmann (AUT) |
| 26 maart Vriendschappelijk № 620 «onderlinge duels» 20:00 uur (UTC+1) | Jan Ceulemans 53' (pen.) József Fitos 61' (e.d.) Francis Severeyns 81' |       |           | Heizelstadion, Brussel Toeschouwers: 2.356 Scheidsrechter: Heinz Holzmann (AUT) |

|                                                                       |           |       |          |                                                                                        |
| 27 april Vriendschappelijk № 621 «onderlinge duels» 17:00 uur (UTC+2) | Hongarije | 0 – 0 | Engeland | Népstadion, Boedapest Toeschouwers: 26.500 Scheidsrechter: Karl-Heinz Tritschler (FRG) |
| 27 april Vriendschappelijk № 621 «onderlinge duels» 17:00 uur (UTC+2) |           |       |          | Népstadion, Boedapest Toeschouwers: 26.500 Scheidsrechter: Karl-Heinz Tritschler (FRG) |

|                                                                |                                                       |       |         |                                                                                   |
| 4 mei Vriendschappelijk № 622 «onderlinge duels» 18:00 (UTC+2) | Hongarije                                             | 3 – 0 | IJsland | Népstadion, Boedapest Toeschouwers: 3.700 Scheidsrechter: Ovadia Ben Itzhak (ISR) |
| 4 mei Vriendschappelijk № 622 «onderlinge duels» 18:00 (UTC+2) | István Vincze 45' Sándor Sallai 64' Kálmán Kovács 89' |       |         | Népstadion, Boedapest Toeschouwers: 3.700 Scheidsrechter: Ovadia Ben Itzhak (ISR) |

|                                                                     |                                      |       |                                  |                                                                                 |
| 10 mei Vriendschappelijk № 623 «onderlinge duels» 18:00 uur (UTC+2) | Hongarije                            | 2 – 2 | Denemarken                       | Népstadion, Boedapest Toeschouwers: 4.928 Scheidsrechter: Friedrich Kaupe (AUT) |
| 10 mei Vriendschappelijk № 623 «onderlinge duels» 18:00 uur (UTC+2) | József Kiprich 15' György Bognár 85' |       | 50' Per Frimann 90' John Eriksen | Népstadion, Boedapest Toeschouwers: 4.928 Scheidsrechter: Friedrich Kaupe (AUT) |

|                                                                     |           |                                                                         |            |                                                                              |
| 17 mei Vriendschappelijk № 624 «onderlinge duels» 18:00 uur (UTC+2) | Hongarije | 0 – 4                                                                   | Oostenrijk | Népstadion, Boedapest Toeschouwers: 5.210 Scheidsrechter: Adolf Prokop (GDR) |
| 17 mei Vriendschappelijk № 624 «onderlinge duels» 18:00 uur (UTC+2) |           | 19' Rupert Marko 57' Ralph Hasenhüttl 80' Rupert Marko 88' Rupert Marko |            | Népstadion, Boedapest Toeschouwers: 5.210 Scheidsrechter: Adolf Prokop (GDR) |

|                                                                          |            |       |           |                                                                            |
| 31 augustus Vriendschappelijk № 625 «onderlinge duels» 19:30 uur (UTC+2) | Oostenrijk | 0 – 0 | Hongarije | Linzerstadion, Linz Toeschouwers: 12.000 Scheidsrechter: Bo Karlsson (SWE) |
| 31 augustus Vriendschappelijk № 625 «onderlinge duels» 19:30 uur (UTC+2) |            |       |           | Linzerstadion, Linz Toeschouwers: 12.000 Scheidsrechter: Bo Karlsson (SWE) |

|                                                                     |         |                                                        |           |                                                                              |
| 21 september Vriendschappelijk № 626 «onderlinge duels» 17:30 (UTC) | IJsland | 0 – 3                                                  | Hongarije | Laugardalsvöllur, Reykjavik Toeschouwers: 333 Scheidsrechter: Bo Helén (SWE) |
| 21 september Vriendschappelijk № 626 «onderlinge duels» 17:30 (UTC) |         | 3' József Kiprich 16' István Vincze 18' József Kiprich |           | Laugardalsvöllur, Reykjavik Toeschouwers: 333 Scheidsrechter: Bo Helén (SWE) |

|                                                                            |                   |       |               |                                                                                     |
| 19 oktober WK 1990 kwalificatie № 394 «onderlinge duels» 18:00 uur (UTC+1) | Hongarije         | 1 – 0 | Noord-Ierland | Népstadion, Boedapest Toeschouwers: 18.000 Scheidsrechter: Kurt Röthlisberger (SUI) |
| 19 oktober WK 1990 kwalificatie № 394 «onderlinge duels» 18:00 uur (UTC+1) | István Vincze 85' |       |               | Népstadion, Boedapest Toeschouwers: 18.000 Scheidsrechter: Kurt Röthlisberger (SUI) |

|                                                                          |                                                                     |       |           |                                                                                               |
| 15 november Vriendschappelijk № 628 «onderlinge duels» 18:00 uur (UTC+2) | Griekenland                                                         | 3 – 0 | Hongarije | Georgios Karaiskákisstadion, Piraeus Toeschouwers: 1.000 Scheidsrechter: Manfred Roßner (GDR) |
| 15 november Vriendschappelijk № 628 «onderlinge duels» 18:00 uur (UTC+2) | Kostas Lagonidis 3' Giotis Tsalouchidis 51' Giotis Tsalouchidis 53' |       |           | Georgios Karaiskákisstadion, Piraeus Toeschouwers: 1.000 Scheidsrechter: Manfred Roßner (GDR) |

|                                                                         |                                         |       |                                     |                                                                                          |
| 11 december WK 1990 kwalificatie № 629 «onderlinge duels» 14:15 (UTC+1) | Malta                                   | 2 – 2 | Hongarije                           | Ta' Qalistadion, Ta' Qali Toeschouwers: 12.000 Scheidsrechter: Georges Koukoulakis (GRE) |
| 11 december WK 1990 kwalificatie № 629 «onderlinge duels» 14:15 (UTC+1) | Carmel Busuttil 46' Carmel Busuttil 90' |       | 5' István Vincze 56' József Kiprich | Ta' Qalistadion, Ta' Qali Toeschouwers: 12.000 Scheidsrechter: Georges Koukoulakis (GRE) |

### 1989
|                                                                         |           |       |         |                                                                                 |
| 8 maart WK 1990 kwalificatie № 630 «onderlinge duels» 18:00 uur (UTC+1) | Hongarije | 0 – 0 | Ierland | Népstadion, Boedapest Toeschouwers: 33.966 Scheidsrechter: Zoran Petrović (YUG) |
| 8 maart WK 1990 kwalificatie № 630 «onderlinge duels» 18:00 uur (UTC+1) |           |       |         | Népstadion, Boedapest Toeschouwers: 33.966 Scheidsrechter: Zoran Petrović (YUG) |

|                                                                      |                                                     |       |             |                                                                              |
| 4 april Vriendschappelijk № 631 «onderlinge duels» 17:30 uur (UTC+2) | Hongarije                                           | 3 – 0 | Zwitserland | Népstadion, Boedapest Toeschouwers: 7.000 Scheidsrechter: Branko Bujić (YUG) |
| 4 april Vriendschappelijk № 631 «onderlinge duels» 17:30 uur (UTC+2) | Lajos Détári 22' Ervin Kovács 36' Zoltán Bognár 74' |       |             | Népstadion, Boedapest Toeschouwers: 7.000 Scheidsrechter: Branko Bujić (YUG) |

|                                                                      |                      |       |                    |                                                                             |
| 12 april WK 1990 kwalificatie № 632 «onderlinge duels» 18:00 (UTC+2) | Hongarije            | 1 – 1 | Malta              | Népstadion, Boedapest Toeschouwers: 15.000 Scheidsrechter: Arie Frost (ISR) |
| 12 april WK 1990 kwalificatie № 632 «onderlinge duels» 18:00 (UTC+2) | Imre Boda 49' (pen.) |       | 7' Carmel Busuttil | Népstadion, Boedapest Toeschouwers: 15.000 Scheidsrechter: Arie Frost (ISR) |

|                                                                       |                                                                             |       |           |                                                                                               |
| 26 april Vriendschappelijk № 633 «onderlinge duels» 15:30 uur (UTC+2) | Italië                                                                      | 4 – 0 | Hongarije | Stadio Erasmo Iacovone, Tarente Toeschouwers: 23.700 Scheidsrechter: Kurt Röthlisberger (SUI) |
| 26 april Vriendschappelijk № 633 «onderlinge duels» 15:30 uur (UTC+2) | Gianluca Vialli 8' Riccardo Ferri 53' Nicola Berti 67' Andrea Carnevale 77' |       |           | Stadio Erasmo Iacovone, Tarente Toeschouwers: 23.700 Scheidsrechter: Kurt Röthlisberger (SUI) |

|                                                                        |                                     |       |           |                                                                               |
| 4 juni WK 1990 kwalificatie № 634 «onderlinge duels» 15:00 uur (UTC+1) | Ierland                             | 2 – 0 | Hongarije | Lansdowne Road, Dublin Toeschouwers: 49.600 Scheidsrechter: Egil Nervik (NOR) |
| 4 juni WK 1990 kwalificatie № 634 «onderlinge duels» 15:00 uur (UTC+1) | Paul McGrath 34' Tony Cascarino 83' |       |           | Lansdowne Road, Dublin Toeschouwers: 49.600 Scheidsrechter: Egil Nervik (NOR) |

|                                                                             |                      |       |                                     |                                                                                  |
| 6 september WK 1990 kwalificatie № 635 «onderlinge duels» 20:00 uur (UTC+1) | Noord-Ierland        | 1 – 2 | Hongarije                           | Windsor Park, Belfast Toeschouwers: 8.000 Scheidsrechter: Erik Fredriksson (SWE) |
| 6 september WK 1990 kwalificatie № 635 «onderlinge duels» 20:00 uur (UTC+1) | Norman Whiteside 89' |       | 13' Kálmán Kovács 43' György Bognár | Windsor Park, Belfast Toeschouwers: 8.000 Scheidsrechter: Erik Fredriksson (SWE) |

|                                                                            |                                     |       |                                      |                                                                                  |
| 11 oktober WK 1990 kwalificatie № 636 «onderlinge duels» 18:00 uur (UTC+2) | Hongarije                           | 2 – 2 | Spanje                               | Népstadion, Boedapest Toeschouwers: 30.000 Scheidsrechter: George Courtney (ENG) |
| 11 oktober WK 1990 kwalificatie № 636 «onderlinge duels» 18:00 uur (UTC+2) | Attila Pintér 39' Attila Pintér 83' |       | 3' Julio Salinas 36' Michel González | Népstadion, Boedapest Toeschouwers: 30.000 Scheidsrechter: George Courtney (ENG) |

|                                                                         |                     |       |                       |                                                                                 |
| 25 oktober Vriendschappelijk № 637 «onderlinge duels» 17:30 uur (UTC+1) | Hongarije           | 1 – 1 | Griekenland           | Népstadion, Boedapest Toeschouwers: 4.000 Scheidsrechter: Yaacov Scheiner (ISR) |
| 25 oktober Vriendschappelijk № 637 «onderlinge duels» 17:30 uur (UTC+1) | József Szekeres 47' |       | 52' Stefanos Borbokis | Népstadion, Boedapest Toeschouwers: 4.000 Scheidsrechter: Yaacov Scheiner (ISR) |

|                                                                             |                                                                          |       |           |                                                                                                 |
| 15 november WK 1990 kwalificatie № 638 «onderlinge duels» 15:00 uur (UTC+1) | Spanje                                                                   | 4 – 0 | Hongarije | Estadio Ramón Sánchez Pizjuán, Sevilla Toeschouwers: 20.000 Scheidsrechter: Gérard Biguet (FRA) |
| 15 november WK 1990 kwalificatie № 638 «onderlinge duels» 15:00 uur (UTC+1) | Manolo 8' Emilio Butragueño 25' Juanito Rodríguez 40' Fernando Gómez 64' |       |           | Estadio Ramón Sánchez Pizjuán, Sevilla Toeschouwers: 20.000 Scheidsrechter: Gérard Biguet (FRA) |

CONMEBOL: Bolivia · Chili  · Colombia · Ecuador · Uruguay

UEFA: Albanië · België · Bulgarije · Cyprus · Denemarken · West-Duitsland · Duitse Democratische Republiek · Engeland · Faeröer · Finland · Frankrijk · Griekenland · Hongarije · IJsland · Ierland · Israël · Italië · Joegoslavië ·  Liechtenstein · Luxemburg · Malta · Nederland · Noord-Ierland · Noorwegen · Oostenrijk · Polen · Portugal · Roemenië · San Marino · Schotland ·  Sovjet-Unie ·  Spanje · Tsjecho-Slowakije · Turkije · Wales ·  Zweden · Zwitserland

CAF: Madagaskar

MLSZ · A-internationals · Selecties · Bondscoaches · Hongaars vrouwenelftal · Olympisch elftal · Hongarije U21 · Hongarije U20 · Hongarije U19 · Hongarije U18 · Hongarije U17 · Hongarije U16
1902 – 1919 · 
1920 – 1929 · 
1930 – 1939 · 
1940 – 1949 · 
1950 – 1959 · 
1960 – 1969 · 
1970 – 1979 · 
1980 – 1989 · 
1990 – 1999 · 
2000 – 2009 · 
2010 – 2019 ·
2020 − 2029
EK's:
1964 · 
1972 · 
2016 ·
2020 ·
2024
WK's:
1934 · 
1938 · 
1954 · 
1958 · 
1962 · 
1966 · 
1978 · 
1982 · 
1986
OS:
1912 · 
1924 · 
1936 · 
1952 · 
1960 · 
1964 · 
1968 · 
1972 · 
1996
1902 · 
1903 · 
1904 · 
1905 · 
1906 · 
1907 · 
1908 · 
1909 · 
1910 · 
1911 · 
1912 · 
1913 · 
1914 · 
1915 · 
1916 · 
1917 · 
1918 · 
1919 · 
1920 · 
1921 · 
1922 · 
1923 · 
1924 · 
1925 · 
1926 · 
1927 · 
1928 · 
1929 · 
1930 · 
1931 · 
1932 · 
1933 · 
1934 · 
1935 · 
1936 · 
1937 · 
1938 · 
1939 · 
1940 · 
1941 · 
1942 · 
1943 · 
1944 · 
1945 · 
1946 · 
1947 · 
1948 · 
1949 · 
1950 · 
1952 · 
1952 · 
1953 · 
1954 · 
1955 · 
1956 · 
1957 · 
1958 · 
1959 · 
1960 · 
1961 · 
1962 · 
1963 · 
1964 · 
1965 · 
1966 · 
1967 · 
1968 · 
1969 · 
1970 · 
1971 · 
1972 · 
1973 · 
1974 · 
1975 · 
1976 · 
1977 · 
1978 · 
1979 · 
1980 · 
1981 · 
1982 · 
1983 · 
1984 · 
1985 · 
1986 · 
1987 · 
1988 · 
1989 · 
1990 · 
1991 · 
1992 · 
1993 · 
1994 · 
1995 · 
1996 · 
1997 · 
1998 · 
1999 · 
2000 · 
2001 · 
2002 · 
2003 · 
2004 · 
2005 · 
2006 · 
2007 · 
2008 · 
2009 · 
2010 · 
2011 · 
2012 · 
2013 · 
2014 · 
2015 ·
2016 ·
2017 ·
2018 ·
2019 ·
2020 ·
2021 ·
2022 ·
2023 ·
2024
Albanië ·
Algerije ·
Andorra · 
Antigua en Barbuda ·
Argentinië ·
Armenië ·
Australië ·
Azerbeidzjan ·
België ·
Bohemen ·
Bolivia ·
Bosnië en Herzegovina ·
Brazilië ·
Bulgarije ·
Canada ·
Chili ·
China ·
Colombia ·
Costa Rica ·
Cyprus ·
Denemarken ·
DDR ·
Duitsland ·
Egypte ·
El Salvador ·
Engeland ·
Estland ·
Faeröer ·
Finland ·
Frankrijk ·
Georgië ·
Griekenland ·
Ierland ·
IJsland ·
India ·
Iran ·
Israël ·
Italië ·
Ivoorkust ·
Japan ·
Joegoslavië ·
Jordanië ·
Kazachstan · 
Koeweit ·
Kosovo · 
Kroatië ·
Letland ·
Libanon ·
Liechtenstein ·
Litouwen ·
Luxemburg ·
Malta ·
Mexico ·
Moldavië ·
Montenegro ·
Nederland ·
Nederlands-Indië ·
Nieuw-Zeeland ·
Noord-Ierland ·
Noord-Macedonië ·
Noorwegen ·
Oekraïne ·
Oostenrijk ·
Paraguay ·
Peru ·
Polen ·
Portugal ·
Qatar ·
Roemenië ·
Rusland ·
San Marino ·
Saoedi-Arabië ·
Schotland ·
Servië ·
Slovenië ·
Slowakije ·
Sovjet-Unie ·
Spanje ·
Tsjechië ·
Tsjecho-Slowakije ·
Turkije ·
Uruguay ·
Verenigde Arabische Emiraten ·
Verenigde Staten ·
Verenigd Koninkrijk ·
Wales ·
Wit-Rusland ·
Zuid-Korea ·
Zweden ·
Zwitserland
Brazilië (1954) · 
Duitsland (2021) ·
Frankrijk (2021) · 
IJsland (2016) · 
Italië (1938) · 
Oostenrijk (2016) · 
Portugal (2021) · 
West-Duitsland (1954, 2)